# Mordellistena arcuata
Mordellistena arcuata är en skalbaggsart som beskrevs av Ray 1946. Mordellistena arcuata ingår i släktet Mordellistena och familjen tornbaggar. Inga underarter finns listade i Catalogue of Life.